# أزوبان-لاجونيلاس

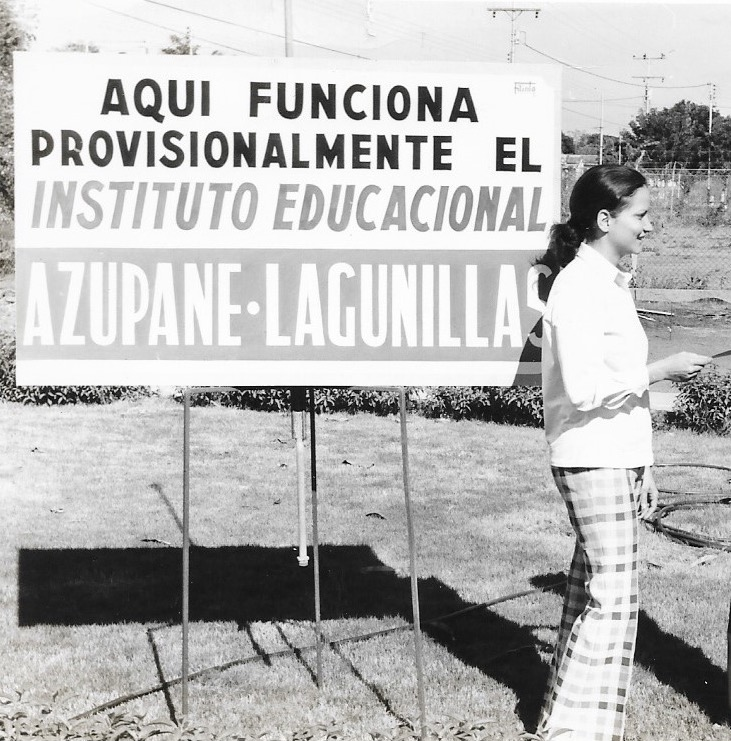
فاعلة الخير بيتي سيسيليا لوغو في AZUPANE-Lagunillas

كانت مدرسة أزوباني-لاجونيلاس أول مدرسة للأطفال ذوي صعوبات التعلم في المنطقة الغربية من زوليا، فنزويلا. افتُتحت المدرسة في بلدية لاجونيلاس، زوليا، على يد مؤسستها، بيتي سيسيليا لوغو، في 4 مايو 1974. ثم أُدمجت لاحقًا في البرنامج التعليمي الحكومي، فأصبحت مدرسة عامة، وسُمّيت "معهد خيسوس إنريكي لوسادا للتربية الخاصة".

## المشروع
في أوائل سبعينيات القرن العشرين، كانت المنطقة الغربية لولاية زوليا تضم أربع بلديات، وكانت المركز الرئيسي لصناعة النفط في فنزويلا. وكان للعديد من الشركات العالمية، المرتبطة بالنفط والغاز، أعمال تجارية ناجحة وطويلة الأمد في المنطقة. ورغم كونها من أغنى مناطق البلاد، لم يُدرج التعليم الخاص ضمن البرامج التي تتبعها المدارس المحلية. ولم يكن هناك حتى وعي بأهمية دمج الأطفال ذوي الإعاقة في النظام التعليمي.

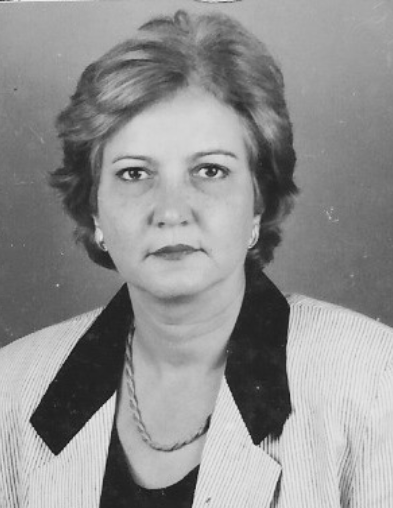
فاعلة الخير الفنزويلية بيتي سيسيليا لوغو، مؤسسة AZUPANE-Lagunillas

أدركت المُحسنة بيتي سيسيليا لوغو هذا الوضع عند وصولها إلى لاجونيلاس. درست الطب والتربية الخاصة، وبدأت حملةً لدمج التربية الخاصة في النظام التعليمي المحلي. وهكذا وُلدت فكرة إنشاء مدرسة للأطفال ذوي الإعاقة. أُنشئت المدرسة في المقام الأول كمكانٍ يُتيح للأطفال ذوي الإعاقة تلقي التعليم، وممارسة أنشطة خاصة في الهواء الطلق، وممارسة الرياضة.

## مراحل
بدأت بيتي لوغو المشروع بتوعية المجتمع المحلي. ناقشت أهمية التعليم الخاص مع الشركات الخاصة والمؤسسات الحكومية، وشكلت لجنة لجمع التبرعات. وكان أهم إنجاز في هذه المرحلة هو تمكين شركات النفط العالمية من إدراج المشروع ضمن برامج تبرعاتها.
ركزت المرحلة الثانية على البحث عن معلمين واختيارهم، ليتم اختيارهم من مجتمع لم يكن فيه مجال التربية الخاصة مجالًا معروفًا. بفضل تدريبها الأكاديمي في هذا المجال، تولت بيتي لوغو مسؤولية تعليم وتوجيه المعلمين المختارين، وتدريبهم ليصبحوا معلمين متخصصين.
المرحلة الثالثة كانت تهدف إلى إيجاد مبنى مناسب لبدء الأنشطة، والتي استغرقت عامًا كاملاً من الاجتماعات مع مختلف الشركات العامة والخاصة. افتُتحت المدرسة في 4 مايو 1974، في مبنى كبير تبرعت به شركة شل الفنزويلية، ويقع في سيوداد أوخيدا، بلدية لاجونيلاس، زوليا. كان المبنى يحتوي على مساحة كافية للفصول الدراسية والمكاتب. كما كان يحتوي على حديقة كبيرة، حيث يمكن للأطفال تطوير المهارات النفسية الحركية. تم شراء الأثاث والمعدات الأخرى بأموال جمعتها لجنة جمع التبرعات.

## المدرسة
كان اسم المدرسة أزوبان-لاجونيلاس بدأت الجمعية الزوليانية لأولياء أمور وأصدقاء الأطفال ذوي الاحتياجات الخاصة - منطقة لاجونيلاس بسبعة تلاميذ، بينما واصلت بيتي لوغو، بالتعاون مع المحسنين والسلطات المحلية، البحث عن أطفال ذوي إعاقة في المنطقة. وبدأت تظهر حالات أخرى بحاجة إلى تعليم خاص، وسرعان ما بدأت المدرسة في زيادة عدد طلابها.
صُمم البرنامج المدرسي للأطفال الذين تتراوح أعمارهم بين ست سنوات واثنتي عشرة سنة، والذين يعانون من اضطرابات عصبية وإعاقات حركية وصعوبات في التواصل واللغة. وكان الهدف الرئيسي منه تهيئة بيئة مناسبة لتحقيق التعلم الأكاديمي، واكتساب المهارات الاجتماعية، وتحسين جودة حياة الطلاب.
تكفل الأهل بنقل الطالبة يوميًا إلى المدرسة، حتى تبرعت شركة شل للنفط الفنزويلية، إحدى أكبر الجهات الداعمة للمشروع، بحافلة مدرسية ووقودها. تبرعت بيتي لوغو للمدرسة بجميع موادها التعليمية الخاصة التي حصلت عليها خلال سنوات تدريبها في الولايات المتحدة. لم يكن هذا النوع من المواد التعليمية الخاصة قد أُنتج أو استُورد في فنزويلا عند انطلاق مشروع أزوباني - لاجونيلاس.

## إرث
بينما كانت أزوباني-لاجونيلاس تُعنى بنشر الوعي حول أهمية التعليم الخاص، واصلت بيتي لوغو جهودها بتشجيع المؤسسات الخاصة والرسمية على إنشاء مدارس خاصة في جميع أنحاء المنطقة. عندما غادرت لاجونيلاس، في أواخر سبعينيات القرن الماضي، كانت المدرسة قد شهدت زيادة في عدد طلابها، واهتم المجتمع المحلي بالأطفال ذوي الاحتياجات الخاصة، وكانت وزارة التعليم تُخطط لتطوير مشاريع مماثلة في المنطقة. في الآونة الأخيرة، ضمت الحكومة أزوباني-لاجونيلاس إلى برامجها التعليمية، وأُعيدت تسميتها بمعهد التعليم الخاص "خيسوس إنريكي لوسادا".